# Пекарево (Смоленская область)
Пекарево — деревня в Смоленской области России, в Вяземском районе. Население — 4 жителя (2007). Расположена в восточной части области в 18 км к северо-западу от районного центра, у автодороги Вязьма — Холм-Жирковский. Входит в состав Масловского сельского поселения.

## История
В октябре 1941 года в районе деревни шли ожесточённые бои (см. Московская битва). Здесь войска 24-й армии Резервного фронта пытались вырваться из окружения (так называемого «Вяземского котла»). В деревне находился штаб одной из немецких дивизий.

## Достопримечательности
- Памятник 26 жителям деревни, сожжённым гитлеровцами 5 февраля 1942 года.